# Sphaeniscus sexmaculatus
Sphaeniscus sexmaculatus är en tvåvingeart som först beskrevs av Macquart 1843.  Sphaeniscus sexmaculatus ingår i släktet Sphaeniscus och familjen borrflugor. Inga underarter finns listade i Catalogue of Life.